# San Asensio
San Asensio – gmina w Hiszpanii, w prowincji La Rioja, w La Rioja, o powierzchni 32,33 km². W 2011 roku gmina liczyła 1220 mieszkańców.